# Димитровград (община)
 Тази статия е за общината в Област Хасково.  За общината в Сърбия вижте Цариброд (община).  
Община Димитровград се намира в Южна България и е една от съставните общини на област Хасково.

## География

### Географско положение, граници, големина
Общината е разположена в северозападната част на област Хасково. С площта си от 567,603 km2 заема 6-о място сред 11-те общините на областта, което съставлява 10,26% от територията на областта. Границите ѝ са следните:
- на изток – община Симеоновград;
- на юг – община Хасково;
- на югозапад – община Минерални бани;
- на запад – община Първомай, област Пловдив;
- на северозапад – община Чирпан, област Стара Загора;
- на север – община Стара Загора, област Стара Загора;
- на североизток – община Опан, област Стара Загора.

### Природни ресурси
Релефът на общината е равнинен и слабо хълмист с преобладаваща надморска височина между 100 и 250 m. Територията ѝ попада в източните части на Горнотракийската низина и крайните северни части на Хасковската хълмиста област.
В крайния югозападен ъгъл на общината, на границата с община Първомай, южно от село Бодрово се намира най-високата ѝ точка от 308,7 m н.в., а най-ниската ѝ – 82 m н.в., в коритото на река Марица, източно от село Райново. Втора най-висока точка на общината се явява историческият хълм Хасара до село Сталево - 287,5 m н.в.
Общината заема площ от 567,6 km2. От тях:
416,6 km2 (73,39%) са земеделски земи;
72,97 km2 (12,89%) – разпръснати и необособени терени на горския фонд;
44,73 km2 (7,88%) – фонд населени места;
15,98 km2 (2,81%) – водни площи и течения.
За добив на полезни изкопаеми са били използвани 12,63 km2, или 2,23% от територията, които днес в по-голямата си част са неизползваеми открити рудници. Терените, заети от транспортни и инфраструктурни съоръжения, са 4,71 km2, или 0,83% от територията на общината.
Общината има мека и къса зима, сухо и горещо лято и недостатъчно количество годишни валежи. Земните пластове в общината са богати най-вече на варовик, лигнитни въглища и глина. Добиват се също инертни и кариерни материали.
Общината разполага с голям воден ресурс. Тук протичат част от теченията на реките Марица, Меричлерска река, Мартинка, Банска река с общо около 8330 хил. m3. регулирани водни маси. В гр. Меричлери се намират минерални извори с експлоатационен дебит 30 л/сек. и температура на водата 35,4 градуса.
През средата на общината, от запад на изток, на протежение от около 40 km протича част от средното течение на река Марица. На територията на общината тя получава пет по-големи притока – реките:
– Каялийка (Скаличица, десен). Протича в най-западната ѝ част покрай селата Бодрово, Върбица и Скобелево с долното си течение;
– Старата река (ляв). Протича с последните си 2 km и се влива в Марица югозападно от село Великан;
– Банска река (десен). Протича покрай селата Каснаково и Добрич с най-долното си течение и се влива в Марица южно от кв. „Марийно“ на Димитровград;
– Меричлерска река (37 km, ляв). Тя води началото си от извора Кюнта на 199 m н.в., разположен на 700 m източно от село Свобода, община Чирпан. Тече в югоизточна посока през хълмистата част на Горнотракийската низина в плитка долина с малък надлъжен наклон. Влива се отляво в река Марица на 93 m н.в., на 1,7 km североизточно от Димитровград. Площта на водосборния ѝ басейн е 117 km2, което представлява 0,22% от водосборния басейн на Марица;
– Мартинка (Голяма река, ляв). Протича в североизточната част на общината с част от средното и цялото си долно течение и се влива в Марица югозападно от село Златополе.

### Населени места
Общината се състои от 27 населени места. Списък на населените места, подредени по азбучен ред, население и площ на землищата им:
| Населено място | Пребр. на населението през 2021 г. | Площ на землището (в км2) | Забележка (старо име) | Населено място | Пребр. на населението през 2021 г. | Площ на землището (в км2) | Забележка (старо име            |
| Бодрово        | 264                                | 24,850                    |                       | Каснаково      | 367                                | 13,809                    |                                 |
| Брод           | 664                                | 20,360                    | Гючурлии              | Крепост        | 1361                               | 33,170                    | Голямо Юренджик                 |
| Бряст          | 188                                | 15,040                    | Кара агач             | Крум           | 418                                | 9,329                     | Идирлии                         |
| Великан        | 94                                 | 6,432                     | Балабанлии            | Малко Асеново  | 102                                | 10,374                    | Кючук Хасан теке                |
| Воден          | 290                                | 13,318                    | Солмас                | Меричлери      | 1409                               | 46,222                    |                                 |
| Върбица        | 230                                | 17,817                    | Каяли, Филево         | Радиево        | 803                                | 16,097                    | Кюстю кьой                      |
| Голямо Асеново | 209                                | 20,396                    | Кючук Хасан           | Райново        | 64                                 | 8,157                     | Реселии                         |
| Горски извор   | 1110                               | 44,379                    | Куру чешме            | Светлина       | 57                                 | 9,134                     | Айдънлар                        |
| Димитровград   | 31994                              | 62,436                    |                       | Скобелево      | 402                                | 10,345                    | Кара хасърлии                   |
| Длъгнево       | 176                                | 8,952                     | Узунджа               | Сталево        | 330                                | 22,391                    | Юсузлер, Преслав                |
| Добрич         | 945                                | 32,027                    |                       | Странско       | 432                                | 26,419                    | Гурбетите                       |
| Долно Белево   | 173                                | 18,234                    | Акче Ибрям            | Черногорово    | 794                                | 23,308                    | Кара орман                      |
| Здравец        | 161                                | 9,312                     | Саатлари              | Ябълково       | 1145                               | 30,822                    | Алмалии                         |
| Златополе      | 450                                | 14,473                    | Пиринчлии, Златица    | ОБЩО           | 44632                              | 567,603                   | няма населени места без землища |

## Административно-териториални промени
- Указ № 197/обн. 24.12.1882 г. – преименува с. Кара хасърлии на с. Скобелево;
- Указ № 271/обн. 19.07.1888 г. – преименува с. Пиринчлии на с. Златица;
- Указ № 365/обн. 20.10.1897 г. – преименува с. Кокарджа на с. Марийно;
- Указ № 462/обн. 21.12.1906 г. – преименува с. Гючурлии на с. Брод;

– преименува с. Кара агач (Кара ач) на с. Бряст;
– преименува с. Солмас на с. Воден;
– преименува с. Каяли на с. Върбица;
– преименува с. Кючук Хасан на с. Голямо Асеново;
– преименува с. Куру чешме на с. Горски извор;
– преименува с. Узунджа на с. Длъгнево;
– преименува с. Акче Ибрям на с. Долно Белево;
– преименува с. Саатлари (Сахотлари) на с. Здравец;
– преименува с. Каяджик на с. Каменец;
– преименува с. Голямо юренджик (Юренджик, Голямо Иренджик) на с. Крепост;
– преименува с. Идирлии на с. Крум;
– преименува с. Кючук Хасан теке на с. Малко Асеново;
– преименува с. Юсузлур на с. Преслав;
– преименува с. Кюстю кьой на с. Радиево;
– преименува с. Реселии на с. Райново;
– преименува с. Айдънлар на с. Светлина;
– преименува с. Гурбетите на с. Странско;
– преименува с. Кара орман на с. Черногорово;
– преименува с. Кара атлии на с. Черноконьово;
– преименува с. Алмалии на с. Ябълково;
- Указ № 86/обн. 26.03.1925 г. – преименува с. Каменец на с. Раковски;
- МЗ № 2820/обн. 14.08.1934 г. – преименува с. Балабанлии на с. Великан;
- ПМС № 3/обн. 06.09.1947 г. – обединява селата Марийно, Раковски и Черноконьово в едно ново населено място – гр. Димитровград;
- Указ № 3/обн. 11 януари 1950 г. – преименува с. Златица на с. Златополе;
- Указ № 45/обн. 08.02.1950 г. – преименува с. Преслав на с. Сталево;

– преименува с. Върбица на с. Филево;
- Указ № 2872/обн. 27.09.1983 г. – признава с. Меричлери за гр. Меричлери;
- Указ № 96/обн. 17.04.1992 г. – възстановява старото име на с. Филево на с. Върбица.

## Население
Численост на населението според преброяванията през годините:
| Година на преброяване | Численост |
| 1934                  | 41 065    |
| 1946                  | 45 555    |
| 1956                  | 71 660    |
| 1965                  | 76 168    |
| 1975                  | 75 494    |
| 1985                  | 78 841    |
| 1992                  | 72 818    |
| 2001                  | 64 852    |
| 2011                  | 53 557    |
| 2021                  | 44 632    |

### Етнически състав
Численост и дял на етническите групи според преброяването на населението през 2011 г., по населени места (подредени по численост на населението):
| Населено място | Численост | Численост | Численост | Численост | Численост | Численост           | Численост     | Населено място | Дял (в %) | Дял (в %) | Дял (в %) | Дял (в %) | Дял (в %)           | Дял (в %)     |
| Населено място | Общо      | Българи   | Турци     | Цигани    | Други     | Не се самоопределят | Не отговорили | Населено място | Българи   | Турци     | Цигани    | Други     | Не се самоопределят | Не отговорили |
| Общо           | 53 557    | 45 393    | 780       | 3370      | 168       | 265                 | 3581          | 100,00         | 84,76     | 1,46      | 6,29      | 0,31      | 0,49                | 6,69          |
| -------------- | --------- | --------- | --------- | --------- | --------- | ------------------- | ------------- | -------------- | --------- | --------- | --------- | --------- | ------------------- | ------------- |
| Димитровград   | 38 738    | 32 895    | 696       | 2011      | 154       | 125                 | 2857          | Димитровград   | 84,91     | 1,79      | 5,19      | 0,39      | 0,32                | 7,37          |
| Ябълково       | 1450      | 1099      | 12        | 306       |           |                     | 22            | Ябълково       | 75,79     | 0,82      | 21,10     |           |                     | 1,51          |
| Меричлери      | 1685      | 1264      | 12        | 347       |           |                     | 43            | Меричлери      | 75,01     | 0,71      | 20,59     |           |                     | 2,55          |
| Крепост        | 1435      | 1107      | 4         | 259       |           |                     | 52            | Крепост        | 77,14     | 0,27      | 18,04     |           |                     | 3,62          |
| Горски извор   | 1366      | 1215      | 3         | 47        | 3         | 73                  | 25            | Горски извор   | 88,94     | 0,21      | 3,44      | 0,21      | 5,34                | 1,83          |
| Добрич         | 1118      | 1071      | 0         | 28        |           |                     | 18            | Добрич         | 95,79     | 0,00      | 2,50      |           |                     | 1,61          |
| Радиево        | 916       | 889       | 3         | 13        | 3         | 3                   | 5             | Радиево        | 97,05     | 0,32      | 1,41      | 0,32      | 0,32                | 0,54          |
| Черногорово    | 889       | 483       | 0         | 16        | 0         | 5                   | 385           | Черногорово    | 54,33     | 0,00      | 1,79      | 0,00      | 0,56                | 43,30         |
| Брод           | 763       | 741       | 0         | 0         |           |                     | 20            | Брод           | 97,11     | 0,00      | 0,00      |           |                     | 2,62          |
| Странско       | 547       | 506       | 6         | 33        | 0         | 0                   | 2             | Странско       | 92,50     | 1,09      | 6,03      | 0,00      | 0,00                | 0,36          |
| Скобелево      | 526       | 456       | 11        | 57        |           |                     | 0             | Скобелево      | 86,69     | 2,09      | 10,77     |           |                     | 0,00          |
| Сталево        | 451       | 415       | 15        | 14        |           |                     | 6             | Сталево        | 92,01     | 3,32      | 3,10      |           |                     | 1,33          |
| Златополе      | 433       | 385       | 0         |           | 0         | 0                   | 48            | Златополе      | 88,91     | 0,00      |           | 0,00      | 0,00                | 11,08         |
| Крум           | 433       | 347       |           | 79        | 0         |                     | 5             | Крум           | 80,13     |           | 18,24     | 0,00      |                     | 1,15          |
| Каснаково      | 373       | 354       | 0         | 14        |           |                     | 4             | Каснаково      | 94,90     | 0,00      | 3,75      |           |                     | 1,07          |
| Върбица        | 360       | 321       | 6         | 26        |           |                     | 4             | Върбица        | 89,16     | 1,66      | 7,22      |           |                     | 1,11          |
| Бодрово        | 315       | 246       | 7         | 52        | 0         | 4                   | 6             | Бодрово        | 78,09     | 2,22      | 16,50     | 0,00      | 1,26                | 1,90          |
| Воден          | 307       | 240       |           | 59        |           |                     | 6             | Воден          | 78,17     |           | 19,21     |           |                     | 1,95          |
| Голямо Асеново | 293       | 285       | 0         | 0         | 0         | 0                   | 8             | Голямо Асеново | 97,26     | 0,00      | 0,00      | 0,00      | 0,00                | 2,73          |
| Долно Белево   | 272       | 218       | 0         | 0         |           |                     | 53            | Долно Белево   | 80,14     | 0,00      | 0,00      |           |                     | 19,48         |
| Бряст          | 219       | 214       | 0         | 0         | 0         | 0                   | 5             | Бряст          | 97,71     | 0,00      | 0,00      | 0,00      | 0,00                | 2,28          |
| Здравец        | 189       | 182       |           |           |           | 5                   | 0             | Здравец        | 96.29     |           |           |           | 2,64                | 0,00          |
| Длъгнево       | 141       | 129       |           | 8         | 0         |                     | 1             | Длъгнево       | 91,48     |           | 5,67      | 0,00      |                     | 0,70          |
| Малко Асеново  | 120       | 118       | 0         | 0         | 0         | 0                   | 2             | Малко Асеново  | 98,33     | 0,00      | 0,00      | 0,00      | 0,00                | 1.66          |
| Великан        | 88        | 88        | 0         | 0         | 0         | 0                   | 0             | Великан        | 100,00    | 0,00      | 0,00      | 0,00      | 0,00                | 0,00          |
| Райново        | 69        | 69        | 0         | 0         | 0         | 0                   | 0             | Райново        | 100,00    | 0,00      | 0,00      | 0,00      | 0,00                | 0,00          |
| Светлина       | 61        | 56        | 0         | 0         |           |                     | 4             | Светлина       | 91,80     | 0,00      | 0,00      |           |                     | 6,55          |

### Вероизповедания
Численост и дял на населението по вероизповедание според преброяването на населението през 2011 г.:
|                     | Численост | Дял (в %) |
| Общо                | 53 557    | 100,00    |
| Православие         | 38 778    | 72,40     |
| Католицизъм         | 182       | 0,33      |
| Протестантство      | 444       | 0,82      |
| Ислям               | 524       | 0,97      |
| Друго               | 77        | 0,14      |
| Нямат               | 1 697     | 3,16      |
| Не се самоопределят | 2 112     | 3,94      |
| Непоказано          | 9 743     | 18,19     |

## Политика

### Награди за Община Димитровград
- Победител в категория „Инвестиции и работни места“, раздел „големи общини“, в онлайн конкурса „Кмет на годината, 2017“. Приз за привличане на инвеститори и разкриване на нови работни места.

## Икономика
Водещи отрасли за община Димитровград са: химическата, и енергийна промишленост. Характерно за общинската икономика е доминиращото значение на големите промишлени предприятия, осигуряващи заетост и приходи за преобладаваща част от населението на общината. Водещите предприятия в общината са „Неохим“ АД, разполагащо към момента с най-модерната[източник? (Поискан днес)] инсталация за производство на амоняк, азотна киселина и амониева селитра; „Вулкан“ АД, произвеждащо цимент и „Климатех“ АД, произвеждащо климатична, вентилационна, въздухопречиствателна и отоплителна техника. На територията на общината се намира и ТЕЦ „Марица 3“ ЕАД. Малките и средни предприятия преобладават в секторите текстилна, трикотажна и хранително-вкусова промишленост.
Фирмите с чуждестранно участие са в отраслите промишленост, търговия и услуги. Димитровград е на едно от първите места сред общините по обем на чуждестранни инвестиции. В областта на селското стопанство най-разпространени за отглеждане в общината са зеленчуците, овощните насаждения и зърнено-фуражните култури. Голямо значение за развитието на общината и на областта като цяло е намиращият се в Димитровград пазар за промишлена продукция, който е един от най-големите пазари на Балканския полуостров.

## Приоритети за развитието на общината
Имайки предвид, че Димитровград има добри традиции и опит в определени отрасли на промишлеността, както и промишлени предприятия с национално значение в тези отрасли, то определено бъдещето на общината е свързано с тяхното приоритетно развитие.
Развитието на туризма също има потенциал, обусловен от добрата транспортна осигуреност на общината, множеството изградени международни партньорства и наличието на минерални извори в района на град Меричлери. Предстои обвързването на града с изграждащата се Автомагистрала „Марица“ и Трансграничните коридори № 4, 8 и 9, което още повече ще улесни достъпа до общината.
По пътя Димитровград – Хасково е изградено тържище „Марица“ за пресни плодове, зеленчуци и цветя. Тази борса, заедно с наличието на най-големия в страната пазар за промишлени стоки в Димитровград, са важна предпоставка за бъдещото развитие на търговията в региона.

## Транспорт
През общината преминават два участъка от Железопътната мрежа на България с обща дължина 69.3 km.
- През средата на общината, от запад на изток, на протежение от 38.8 km – участък от трасето на жп линията София – Пловдив – Свиленград;
- През средата на общината, от север на юг, на протежение от 30,5 km – участък от трасето на жп линията Русе – Горна Оряховица – Стара Загора – Димитровград – Подкова.

През общината преминават частично 6 пътя от Републиканската пътна мрежа на България с обща дължина 125,9 km:
- участък от 26,4 km от автомагистрала Марица (от km 20 до km 46,4);
- участък от 20,3 km от Републикански път I-5 (от km 265,4 до km 285,7);
- участък от 16,8 km от Републикански път I-8 (от km 275,5 до km 292,3);
- началният участък от 21,1 km от Републикански път III-506 (от km 0 до km 21,1);
- участък от 33,5 km от Републикански път III-663 (от km 17,8 до km 51,3);
- началният участък от 7,8 km от Републикански път III-807 (от km 0 до km 7,8)

## Топографска карта
- Лист от карта K-35-63. Мащаб: 1 : 100 000.
- Лист от карта K-35-64. Мащаб: 1 : 100 000.
- Лист от карта K-35-75. Мащаб: 1 : 100 000.
- Лист от карта K-35-76. Мащаб: 1 : 100 000.